# 캠퍼스 S 커플
《캠퍼스 S 커플》은 2014년에 개봉한 대한민국의 영화이다.

## 캐스팅
- 최필립 : 찬승 역
- 문보령 : 아영 역
- 서효명 : 유진 역
- 박란 : 민조 역
- 송율규 : 승규 역
- 백재호 : 경준 역
- 김예진 : 은설 역
- 서설희 : 은혜 역
- 이새별 : 미경 역
- 송한아 : 아영 아역 역
- 문혁 : 복학생 1 역
- 한경석 : 복학생 2 역
- 배한용 : 복학생 3 역
- 하헌영 : 교수 2 역
- 노지연 : 유진친구 1 역
- 손성민 : 아영친구 1 역
- 권희지 : 아영친구 2 역
- 조인경 : 민조친구 1 역
- 최다인 : 민조친구 2 역
- 백지훈 : 승규 친구 1 역
- 김미현 : 법학과 학생 역
- 유일한 : 경준 바 직원 1 역
- 이희성 : 경준 바 직원 2 역
- 김도윤 : 경준 바 직원 3 역
- 성라경 : 중국집 아줌마 역
- 장경원 : 피자집 남자 2 역
- 조용운 : 편의점 점원 역
- 이윤선 : 편의점 손님 역
- 이승주 : 아영 작업남 역
- 김문경 : 웨이터 2 역
- 이미애 : 부킹여자1 역
- 에이미 : 부킹여자2/숲속녀 역
- 문희승 : PC방 학생 역
- 이의정 : 사서 역 (애정출연)
- 김서하 : 교수 1 역 (애정출연)
- 조석현 : 웨이터 1 역 (애정출연)
- 민준호 : 피자집 남자 1 역 (애정출연)